# حماسه‌ی تپه‌ی برهانی
حماسه‌ی تپه‌ی برهانی خاطرات سید حمیدرضا طالقانی در عملیات والفجر ۲ در تابستان سال ۱۳۶۲ است.
بخش‌هایی از این اثر، در کتاب ادبیات فارسی سال سوم رشته‌های تجربی و ریاضی، در قالب درس نهم، تدریس می‌شود.

## موضوع
در جریان عملیات والفجر ۲ در مردادماه سال ۱۳۶۲، گروهان میثم از گردان امام حسین، از لشکر ۱۴ امام حسین، تپه سوم از تنگه دربندیخان عراق را تصرف کردند و در محاصره نیروهای عراقی گرفتار شدند و پس از دو روز مقاومت، و منهدم کردن هلی کوپتر عراقی توسط یکی از رزمندگان بنام ابوالقاسم فرهنگ بارده ای سرانجام با کشته شدن  اکثر نیروهای گروهان، تپه مجدداً به تصرف نیروهای عراقی درآمد. در جریان این درگیری سه نفر از اعضای گروهان میثم در مدت چهارده روز زنده ماندند.

## جوایز
«حماسه تپه برهانی» در تاریخ سوم خرداد سال ۱۳۷۳ در نخستین دوره جایزه کتاب سال دفاع مقدس، رتبه اول خاطره را کسب کرد.
این کتاب در سال ۱۳۶۵ در نخستین مسابقه بزرگ فرهنگی هنری جبهه و جنگ که توسط قرارگاه خاتم‌الانبیا برگزار شد، رتبه اول را در بخش خاطره‌نویسی کسب کرد.
این کتاب در سال ۱۳۷۹، درجشنواره «ادب پایداری» که کلیه آثار ادبی در طول بیست سال، از آغاز دفاع مقدس تا سال ۱۳۷۹، با حضور نخبگان ادبی کشور مورد ارزیابی قرار گرفت و به عنوان «برترین کتاب خاطره در سطح الف جشنواره ادب پایداری» معرفی شد و نویسنده کتاب، دیپلم افتخار و تندیس زرین برترین نویسنده کتاب خاطره، در بیست سال ادبیات داستانی وزارت فرهنگ و ارشاد اسلامی را دریافت کرد.

## انتشار کتاب گویا
کتاب گویای «حماسه تپه برهانی» توسط مرکز نابینایان رودکی تهران منتشر شده‌است.
شخصیت‌های اصلی کتاب در تاریخ ۲۱ خرداد ۱۳۹۵ در برنامه زنده ماه عسل حضور پیدا کردند.

## نظرات راجع به کتاب
- احمد دهقان معتقد است: کتاب خاطره «تپه برهانی»، نیازمند خواندن و بازخوانی است.[۲]
- حسن‌علی پورمند، منتقد ادبی، در مقاله‌ای مستقل تحت عنوان "خاطره‌ای که جذابیت‌های یک رمان را دارد!"، این کتاب را یک "اثر" معرفی کرده و می‌نویسد: "هر نوشته‌ای را نمی‌توان اثر اطلاق کرد. اثر، نوشته‌ای است که مرزهای مجازی را درنوردیده و یک جریان ادبی نو را پایه‌گذاری کند." از همین روست که دکتر پورمند، نتیجه‌گیری و فرجام سخنش را در این مقاله، با جملات زیر بیان کرده‌است: "تپه برهانی به عنوان اولین نمونه‌های مستند از جبهه‌های جنگ تحمیلی، فرصت مناسب و مبارکی را برای تولید و تولد انواع مختلف شیوه‌های ادبیات ایجاد کرد. ضروری است با توجه به اینکه این خاطره، دارای کشش و جذابیت‌های ویژه داستانی است، با نگاهی دوباره به آن، چاپ و در اختیار دوستداران ادب پایداری قرار گیرد."

وی می‌نویسد: ادبیات دفاع به لحاظ اینکه باید به جوانب گوناگون ارزش‌ها توجه کرده و بسیاری از حدود و مسائل را رعایت کند، ادبیاتی سخت و مشکل خواهد بود. موفقیت در ارائه این نوع ادبیات، کاری است که "تپه برهانی" از عهده آن به خوبی برآمده است.
این منتقد ادبی می‌گوید: باید اذعان کرد که "تپه برهانی" قابلیت‌های ویژه و منحصر به فردی دارد. تأثیراتی که منجر به تکان دادن قلب خواننده می‌شود، حکایت از توانایی‌های یک نویسنده دارد.
دکتر پورمند، شاخصه ادبی تعلیق را نیز از موارد جذاب و جالب در این کتاب دانسته است.
- سهیلا عبدالحسینی از منتقدان متون ادبی، در مقاله‌ای تحت عنوان «با خاطرات زندگی» که در پایگاه سوره مهر منتشر شده‌است، این کتاب را بهترین اثر خلق شده دفاع مقدس که زبان مشترک خاطره و زندگی‌نامه دارد، توصیف کرده و پس از آن، کتاب در کمین گل سرخ نوشته محسن مؤمنی را نام می‌برد.[۲]